# Pasaporte interno ruso
El pasaporte interno ruso (en ruso: Паспорт гражданина Российской Федерации, comúnmente conocido como внутренний паспорт, общегражданский паспорт) es un documento de identidad obligatorio para todos los ciudadanos rusos que residan en Rusia y tengan 14 años o más. El pasaporte interno ruso es un pasaporte interno utilizado para fines de viaje e identificación dentro de Rusia, que es distinto del pasaporte ruso internacional utilizado por ciudadanos rusos para viajar dentro y fuera de las fronteras rusas.
Después de la disolución de la Unión Soviética en 1991, el pasaporte interno de la Unión Soviética continuó emitiéndose hasta 1997, cuando el pasaporte interno ruso reemplazó el pasaporte interno de la Unión Soviética. Los actuales pasaportes internos rusos se emitieron por primera vez en 2007.
El gobierno ruso tiene previsto reemplazar el Pasaporte interno por uno biométrico, del tamaño de una tarjeta de crédito. La Tarjeta Electrónica Universal emitida entre 2013 y 2016 fue planeada para reemplazar el pasaporte interno ruso como el único documento nacional de identidad para ciudadanos rusos, pero se eliminó a principios de 2017.

## Historia
En 1992, se necesitaban pasaportes u otros documentos de identificación con foto para abordar un tren. Los boletos de tren comenzaron a llevar nombres de pasajeros, supuestamente, como un esfuerzo para combatir la reventa especulativa de los boletos.
El 9 de diciembre de 1992, se introdujeron páginas especiales adheridas a los pasaportes soviéticos, certificando que el portador del pasaporte era ciudadano de Rusia. Estas páginas eran opcionales a menos que viajara a las otras ex-repúblicas soviéticas que seguían aceptando pasaportes soviéticos; para otras ocasiones, también se aceptaron otras pruebas de ciudadanía. La emisión de las páginas continuó hasta fines de 2002.
El 8 de julio de 1997, se introdujo el diseño actualmente utilizado del pasaporte interno ruso. A diferencia de los pasaportes soviéticos, que tenían tres páginas de fotos, los nuevos pasaportes solo tienen uno. El pasaporte se emite por primera vez a la edad de 14 años y luego se reemplaza cuando alcanza los 20 y 45 años. El texto en los pasaportes está en ruso, pero los pasaportes emitidos en entidades autónomas pueden, a pedido del portador, contener una página adicional duplicada todos los datos en uno de los idiomas locales oficiales.
La fecha límite para canjear pasaportes viejos por los nuevos se fijó inicialmente a fines de 2001, pero luego se prorrogó varias veces y finalmente se fijó el 30 de junio de 2004. El gobierno había reglamentado que no canjear el pasaporte constituiría una infracción punible. Sin embargo, el Tribunal Supremo dictaminó en efecto que los ciudadanos no pueden ser obligados a cambiar sus pasaportes. Los pasaportes soviéticos dejaron de ser válidos como medio de identificación personal desde mediados de 2004, pero aún es legal (aunque apenas práctico) tener uno.
La propiska fue formalmente abandonada poco después de la adopción de la Constitución actual en 1993, y fue reemplazada por el "Registro de residencia" que, en principio, era simplemente la notificación del lugar de residencia.
Sin embargo, bajo las nuevas regulaciones, los registros de registro permanente están sellados en los pasaportes internos de los ciudadanos al igual que las propiskas. Esto ha llevado a la idea generalizada errónea de que el registro era solo un nuevo nombre para el propiska; muchos continúan llamándolo "propiska". Este concepto erróneo se ve en parte reforzado por el hecho de que las reglas existentes para el registro lo convierten en un proceso oneroso, que depende del consentimiento de los propietarios, lo que evita efectivamente que los inquilinos de pisos se registren.
Los pasaportes internos rusos se emiten solo dentro del país. Los ciudadanos rusos que viven en el extranjero pueden obtener el pasaporte interno solo si visitan Rusia, es decir, no es posible obtener el pasaporte interno en el Consulado ruso en el extranjero. En la práctica, los ciudadanos rusos que viven en el extranjero a menudo no obtienen ningún pasaporte interno nuevo, ya que la ley les permite demostrar su identidad con un pasaporte ruso internacional (documento de viaje)

## Descripción

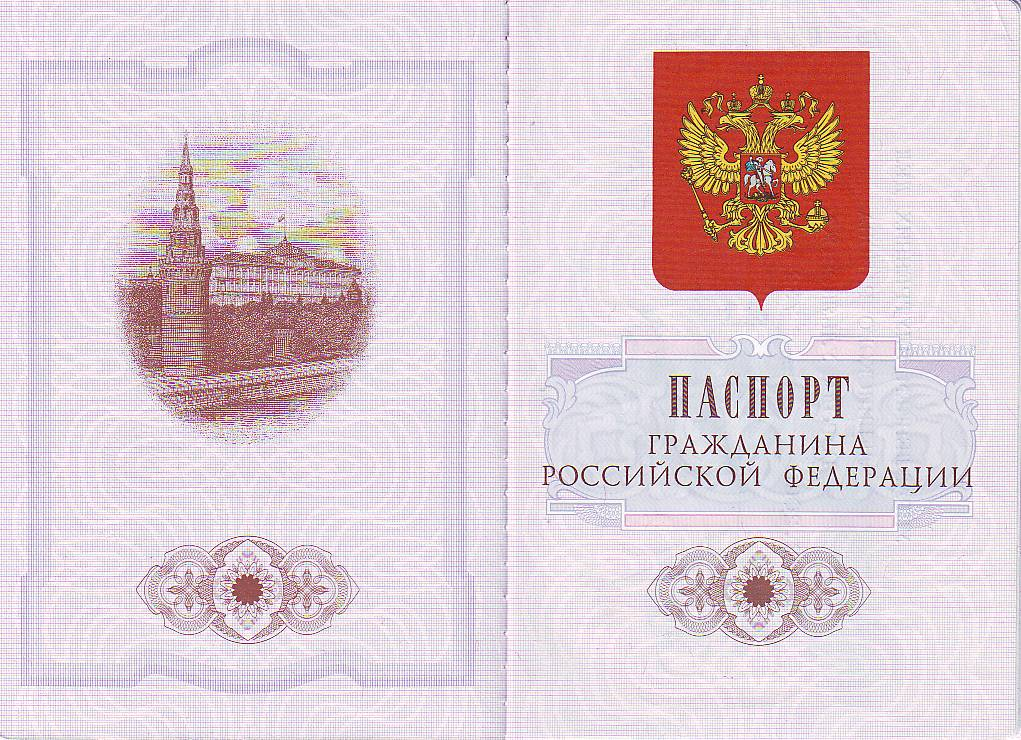
La Primera página del Pasaporte

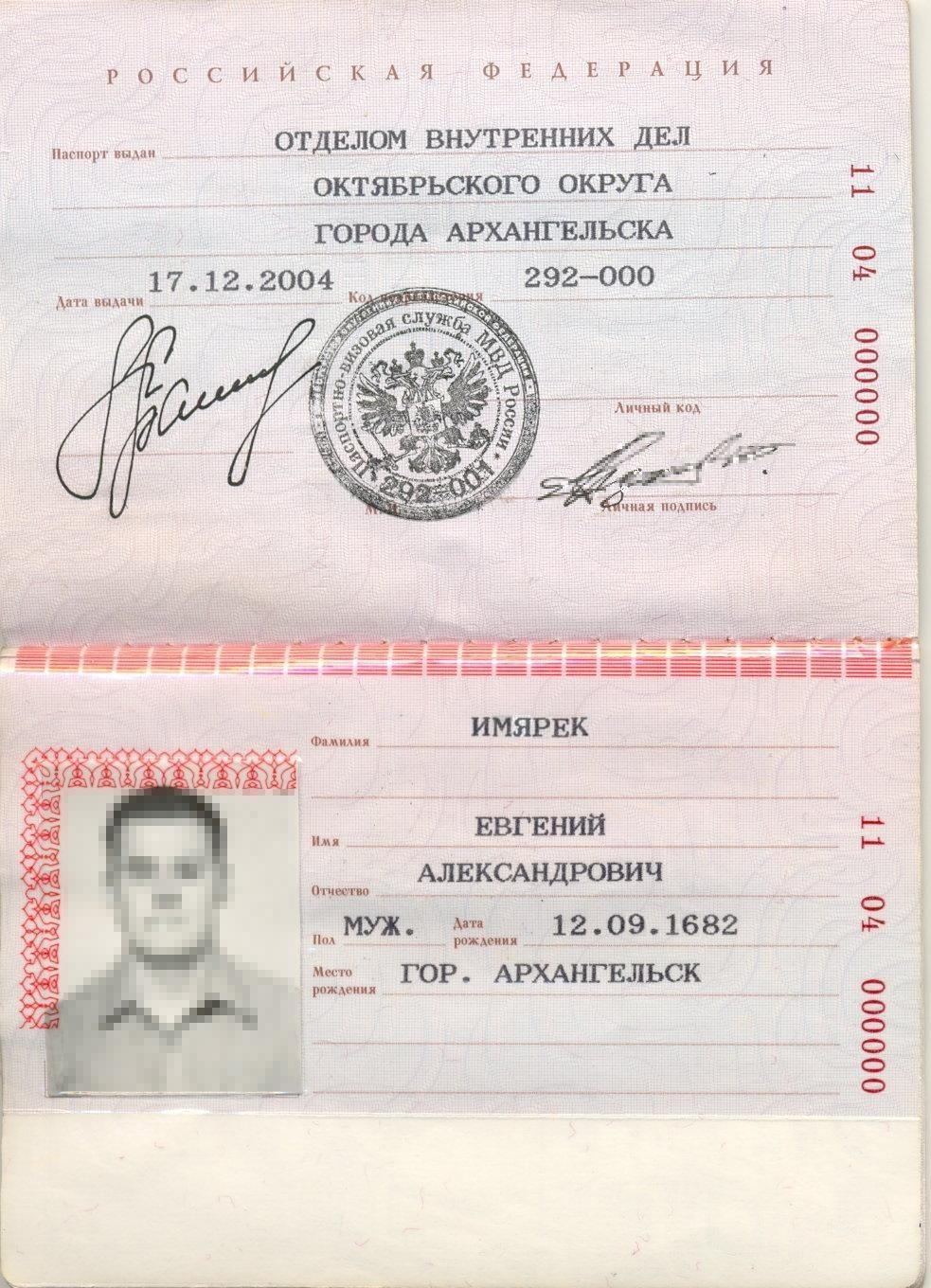
El bio página de dato / segunda página del pasaporte

Cada pasaporte tiene una página de datos y una página de firma. Una página de datos tiene una zona visual que contiene una fotografía del titular del pasaporte, datos sobre el pasaporte y datos sobre el titular del pasaporte:
- Apellido
- Nombre de pila y patronímico
- Sexo
- Fecha de Nacimiento
- Lugar de Nacimiento

El pasaporte será marcado:
- En la inscripción de un ciudadano dentro de una comunidad / residencia y para eliminarlo de los registros de inscripción;
- En la conscripción de ciudadanos que hayan cumplido 18 años de edad;
- Para el registro y la terminación del matrimonio
- Niños menores de 14 años
- Para Documentos de identidad básicos previamente emitidos de un ciudadano de la Federación de Rusia, en el territorio de la Federación de Rusia;
- Para la remisión de los principales documentos de identidad del ciudadano de la Federación de Rusia fuera de la Federación de Rusia.

A petición de un ciudadano en el pasaporte (en la página 18) también puede contener:
- El grupo sanguíneo del titular y el factor Rh (en el centro médico donde el ciudadano donó sangre para análisis en un grupo y el factor Rh, por ejemplo, en una estación de transfusión de sangre);
- Un número de identificación del contribuyente;

Validez del pasaporte:
- 14 años - hasta que la edad de 20 años;
- 20 años - hasta los 45 años de edad;
- 45 años - a perpetuidad.

Al cumplir los 20 y 45 años, el pasaporte debe ser reemplazado. Mientras se realiza la conscripción militar, el pasaporte puede emitirse o reemplazarse en su lugar de residencia al final del período de servicio militar establecido.

## Reemplazo con Tarjetas de identidad
En noviembre de 2010, el Ministerio del Interior anunció la cancelación de los pasaportes internos con el objetivo de reemplazarlos con tarjetas de identidad o licencias de conducir de plástico para 2025. El reemplazo en todo el país se pospuso hasta el 15 de marzo de 2018 para no interferir con las elecciones de la Duma de 2016. Sin embargo, esta fecha se colocaba al inicio de la campaña, 3 días antes de las elecciones presidenciales de 2018.